# Claudio Andrés Bravo Muñoz
Claudio Andrés Bravo Muñoz (Santiago de Xile, 13 d'abril de 1983) és un exfutbolista xilè que jugava com a porter. Fou capità de la selecció xilena, amb la qual ha participat en dues Copes del Món i en tres edicions de la Copa Amèrica. És considerat un dels millors porters en la història del futbol xilè, a l'alçada d'altres mites locals com ara Roberto Rojas o Sergio Livingstone; i fins i tot alguns el consideren el millor de tots.

## Trajectòria professional
Es va formar com a futbolista professional a les categories inferiors del Colo-Colo, equip amb el qual va debutar a la primera divisió xilena l'any 2002, i amb el qual es va coronar campió del torneig d'obertura xilè el 2006. Aquest mateix any va fitxar per la Reial Societat. i esdevingué així el tercer porter estranger a ocupar la porteria donostiarra després del suec Mattias Asper i el neerlandès Sander Westerveld.
Va debutar amb la Real el 22 d'octubre de 2006 en un partit de Lliga contra el RCD Mallorca, en el qual va mantenir la porteria a zero. Aquella primera temporada va descendir a segona divisió, i hi va romandre durant tres temporades. En aquella categoria fou elegit dos cops millor porter, i va guanyar un Trofeu Zamora, que premia el porter menys golejat. La temporada 2009-10 va aconseguir l'ascens de categoria, i en la seva primera temporada novament a l'elit, l'diari As el nomenà «Porter Revelació». La temporada següent Mundo Deportivo el va nomenar «txuri urdin de l'any». En aquelles dues temporades, a més a més, va rebre de forma consecutiva el «DV d'Or».
En vuit anys jugant amb els donostiarres, Bravo va sumar 237 partits disputats, uns números que el van convertir en el segon estranger amb més partits en la història del club, només rere l'històric Darko Kovacevic (amb 286). És també el tercer porter que més partits ha jugat amb la Real, després d'Arconada (551) i Alberto López (377). Bravo és el cinquè futbolista xilè — i el primer porter — que aconsegueix jugar 100 partits a la primera divisó. És també el primer porter xilè, i l'únic fins ara, que ha jugat partits de Lliga de Campions de la UEFA.

### FC Barcelona
El juny de 2014 fou traspassat al Futbol Club Barcelona per la temporada 2014/15, provinent de la Reial Societat, on s'havia estat durant vuit anys. El jugador va signar un contracte per tres temporades més una d'opcional. El juliol, es va anunciar que duria el dorsal número 13.
El 4 de juliol de 2015 Claudio Bravo guanya la Copa Amèrica amb la selecció xilena. Empat a 0 contra Argentina al final de la pròrroga. A la tanda de penals va guanyar Xile 4-1 essent clau el porter, Bravo, que va rebre el premi a millor jugador de la Copa Amèrica.
Va acabar la temporada 2014-2015 amb un triplet al Barça (Copa, Lliga i Champions) i una Copa Amèrica. I amb el trofeu Zamora (porter menys golejat de la Lliga) i el millor porter en la Copa Amèrica.

### Manchester City
El 25 d'agost de 2016, Bravo va signar contracte per quatre anys amb el Manchester City FC, per desig exprés del seu entrenador Josep Guardiola a canvi d'un traspàs de 17 milions de lliures. El traspàs va posar fi a una llarga polèmica sobre la titularitat a la porteria del Barça, en la qual durant dues temporades s'havia alternat amb Marc-André ter Stegen, i sentenciava també Joe Hart, el fins a la temporada anterior porter titular del City.
El 18 d'agots de 2020, Bravo va deixar el Manchester City FC quan el seu contracte va expirar, després de quatre anys al club.

### Betis
El 30 d'agost de 2020, Bravo va signar contracte per un any amb el Reial Betis, amb opció a un segon.

## Estadístiques
Actualitzat a 21 d'agost de 2016
| Club           | Temporada     | Lliga   | Lliga | Copa    | Copa | Continental | Continental | Altres  | Altres | Total   | Total |
| Club           | Temporada     | Partits | Gols  | Partits | Gols | Partits     | Gols        | Partits | Gols   | Partits | Gols  |
| -------------- | ------------- | ------- | ----- | ------- | ---- | ----------- | ----------- | ------- | ------ | ------- | ----- |
| Colo-Colo      | 2003          | 25      | 0     | —       | —    | 1           | 0           | —       | —      | 26      | 0     |
| Colo-Colo      | 2004          | 40      | 0     | —       | —    | 5           | 0           | —       | —      | 45      | 0     |
| Colo-Colo      | 2005          | 39      | 0     | —       | —    | 2           | 0           | —       | —      | 41      | 0     |
| Colo-Colo      | 2006          | 19      | 0     | —       | —    | 2           | 0           | —       | —      | 21      | 0     |
| Colo-Colo      | Total         | 123     | 0     | —       | —    | 10          | 0           | —       | —      | 133     | 0     |
| Reial Societat | 2006–07       | 29      | 0     | 1       | 0    | —           | —           | —       | —      | 30      | 0     |
| Reial Societat | 2007–08       | 0       | 0     | 0       | 0    | —           | —           | —       | —      | 0       | 0     |
| Reial Societat | 2008–09       | 32      | 0     | 0       | 0    | —           | —           | —       | —      | 32      | 0     |
| Reial Societat | 2009–10       | 25      | 1     | 0       | 0    | —           | —           | —       | —      | 25      | 1     |
| Reial Societat | 2010–11       | 38      | 0     | 0       | 0    | —           | —           | —       | —      | 38      | 0     |
| Reial Societat | 2011–12       | 37      | 0     | 0       | 0    | —           | —           | —       | —      | 37      | 0     |
| Reial Societat | 2012–13       | 31      | 0     | 0       | 0    | —           | —           | —       | —      | 31      | 0     |
| Reial Societat | 2013–14       | 37      | 0     | 0       | 0    | 7           | 0           | —       | —      | 44      | 0     |
| Reial Societat | Total         | 229     | 1     | 1       | 0    | 7           | 0           | —       | —      | 237     | 1     |
| FC Barcelona   | 2014–15       | 37      | 0     | 0       | 0    | 0           | 0           | —       | —      | 37      | 0     |
| FC Barcelona   | 2015–16       | 32      | 0     | 0       | 0    | 0           | 0           | 3       | 0      | 35      | 0     |
| FC Barcelona   | 2016–17       | 1       | 0     | 0       | 0    | 0           | 0           | 2       | 0      | 3       | 0     |
| FC Barcelona   | Total         | 70      | 0     | 0       | 0    | 0           | 0           | 5       | 0      | 75      | 0     |
| Total carrera  | Total carrera | 422     | 1     | 1       | 0    | 17          | 0           | 5       | 0      | 445     | 1     |

## Palmarès

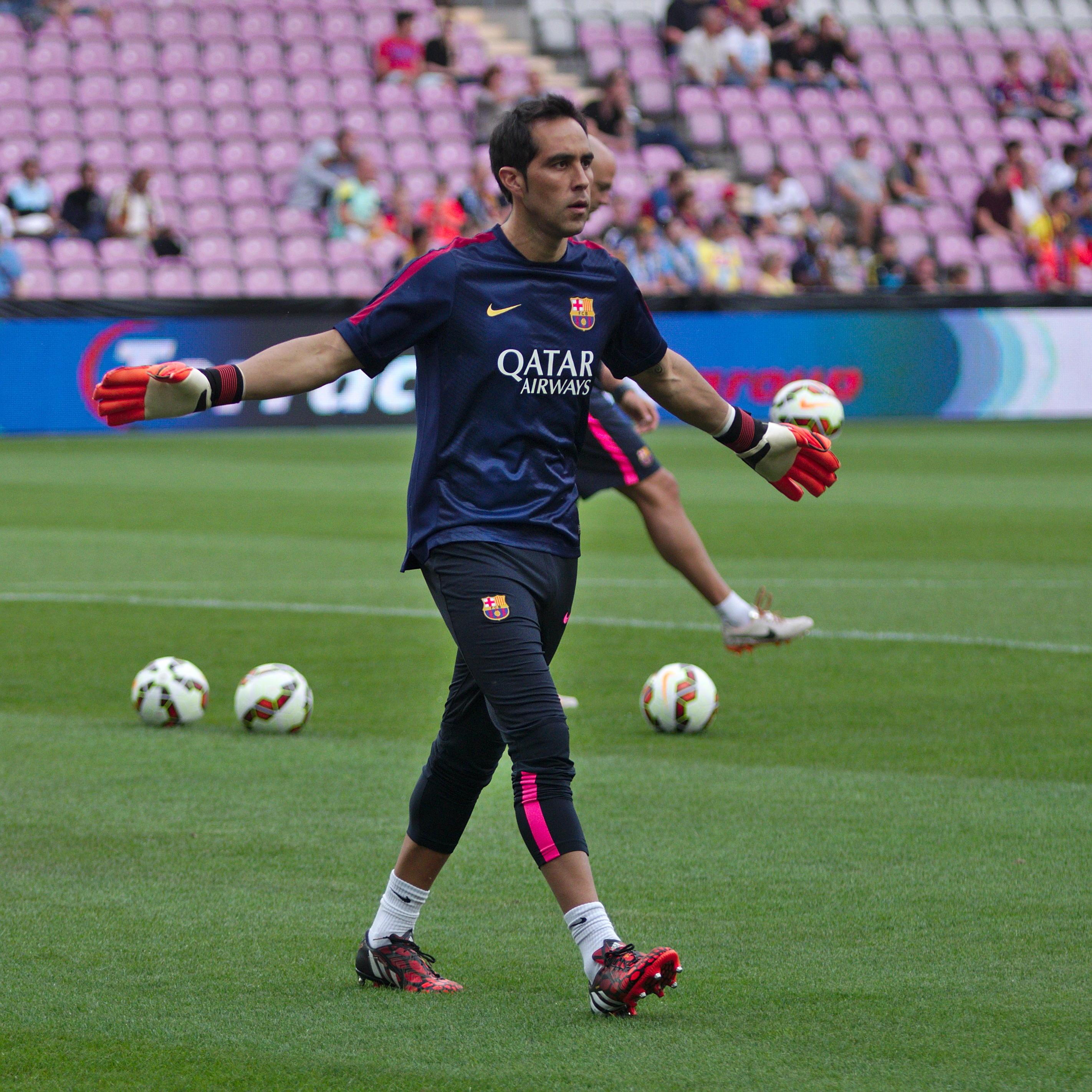
Claudio Bravo Bravo abans d'un partit amb el Barça, l'agost de 2014.

### Clubs
Colo-Colo
- Campeonato Nacional (1): Apertura 2006

Real Sociedad
- Segona Divisió (1): 2009-10

FC Barcelona
- Lliga de Campions (1): 2014-15[27]
- Lliga espanyola (2): 2014-15[28] i 2015-16[29]
- Copa del Rei (2): 2014-15[30] i 2015-16[31]
- Supercopa d'Europa (1): 2015[32]
- Campionat del Món de clubs (1): 2015[33]
- Supercopa d'Espanya (1): 2016[34]

Manchester City
- Lliga anglesa (2): 2017-18, 2018-19
- Copa anglesa (1): 2018-19
- Copa de la Lliga (3): 2017-18, 2018-19, 2019-20
- Community Shield (2): 2018, 2019

Reial Betis
- Copa del Rei (1): 2021-22

### Selecció xilena
- Copa Amèrica (2) 2015 i 2016

### Individual
- Equip de la temporada de la Lliga: 2014-15[35]
- Equip del torneig de la Copa Amèrica: 2015[36] 2016[37]
- Trofeu Zamora: 2008–09 (Segona Divisió),[38] 2014–15[39]
- Copa Amèrica: Millor Porter 2015,[36] 2016[37]
- Copa Confederacions de la FIFA: Millor Porter 2017[40]